# Penumbra: Black Plague
Penumbra: Black Plague é um jogo eletrônico de survival horror desenvolvido pela Frictional Games e publicado pela Paradox Interactive. Ele é o segundo episódio da série de jogos Penumbra. A história continua imediatamente após o final do episódio anterior, Penumbra: Overture, mostrando o protagonista Philip afastando-se das locações da mina abandonada do jogo original para explorar uma base de pesquisa subterrânea. Black Plague foi lançado em 12 de fevereiro de 2008 e recebeu críticas geralmente favoráveis.
Embora este jogo originalmente pretendesse concluir a série, um pacote de expansão intitulado Penumbra: Requiem foi lançada em 27 de agosto no mesmo ano.

## Desenvolvimento
Tendo sido originalmente projetado como uma trilogia, a série Penumbra foi reduzida a dois episódios devido a problemas não identificados com a editora anterior, Lexicon Entertainment, com o anúncio de Penumbra: Black Plague. Este episódio foi publicado pela Paradox Interactive. Os desenvolvedores estavam bastante interessados no feedback dos fãs durante o desenvolvimento do jogo, que se tornou um fator motivador em algumas das mudanças feitas entre Black Plague e Overture, como, por exemplo, a remoção de cães e outros inimigos relacionados ao combate, além de se afastar um pouco da dependência de anotações escritas. Posteriormente, a Frictional Games anunciou que Black Plague iria receber uma expansão chamada Requiem, que foi lançada em agosto de 2008.